# تورستن رويتر
تورستن رويتر (بالألمانية: Torsten Reuter)‏ (15 سبتمبر 1982 بكايسرسلاوترن في ألمانيا - ) هو لاعب كرة قدم ألماني في مركز الدفاع. لعب مع فيهين فيسبادن ونادي ساربروكن ونادي كايزرسلاوترن و1. FC Kaiserslautern II ‏ و.